# Ponte Governador Nobre de Carvalho
Die Ponte Governador Nobre de Carvalho (chinesisch 嘉樂庇總督大橋), anfangs und zuweilen immer noch Ponte Macau–Taipa (chinesisch 澳氹大橋) genannt, war die erste Brücke zwischen der Halbinsel Macau und der Insel Taipa. Lokal wird sie meist als Ponte velha (chinesisch 舊大橋, Alte Brücke) bezeichnet.
Sie wurde zwischen 1970 und 1974 erbaut, als Macau noch portugiesisch war, und am 5. Oktober 1974 eröffnet.
Sie ist benannt nach José Manuel de Sousa e Faria Nobre de Carvalho, dem Gouverneur von Macau von 1966 bis 1974, und gilt auch als Bindeglied zwischen den lusophonen und chinesischen Gebieten.
Die von dem portugiesischen Ingenieur Edgar Cardoso entworfene Brücke führte vom Casino Lisboa über die Baía da Praia Grande (Bucht des großen Strandes) zu der damals noch kleineren Insel Taipa. Sie war insgesamt 2569,80 m lang und bestand aus einer 282 m langen niedrigen, horizontalen Jochbrücke, einer 9 m langen Trennbrücke, der eigentlichen, 1231 m langen Brücke, die mit 570 m langen aufgeständerten Rampen zu einem 35 m hohen und 73 m weiten Durchlass für die Schiffe hinaufführt, einer weiteren 9 m langen Trennbrücke und einer 1038 m langen niedrigen Jochbrücke zur Insel Taipa mit einem 9,40 m langen Anschluss ans Ufer. Sie hat zwei Fahrspuren und 80 cm breite Gehwege. Die Brückenbauwerke bestehen weitgehend aus Stahlbeton- bzw. Spannbeton-Fertigteilen. Wie überall in Macau herrscht auf der Brücke Linksverkehr. Die Brücke mit dem Durchlass bietet von weitem das Bild eines flachen Dreiecks.
Später wurden große Landgewinnungsmaßnahmen durchgeführt, die unter anderem die Küstenlinie der Halbinsel Macau stark veränderten und die Inseln Taipa und Coloane verbunden. Vor dem Casino entstand der Lago Nam Van und der große Kreisverkehr der Praça de Ferreira do Amaral mit weiten Zufahrtsstraßen zur Brücke, wodurch der dortige Brückenabschnitt auf 157,60 m verkürzt wurde. Auch die Zufahrt auf der Insel Taipa wurden geändert.
Bis 1981 war die Brücke mautpflichtig.
Die 1999 aus Anlass der Rückgabe eingeführte Flagge Macaus enthält eine stilisierte Darstellung der Ponte Governador Nobre de Carvalho mit ihrer typischen dreieckigen Erhöhung unter einer Lotosblüte und über einer Wasserfläche.

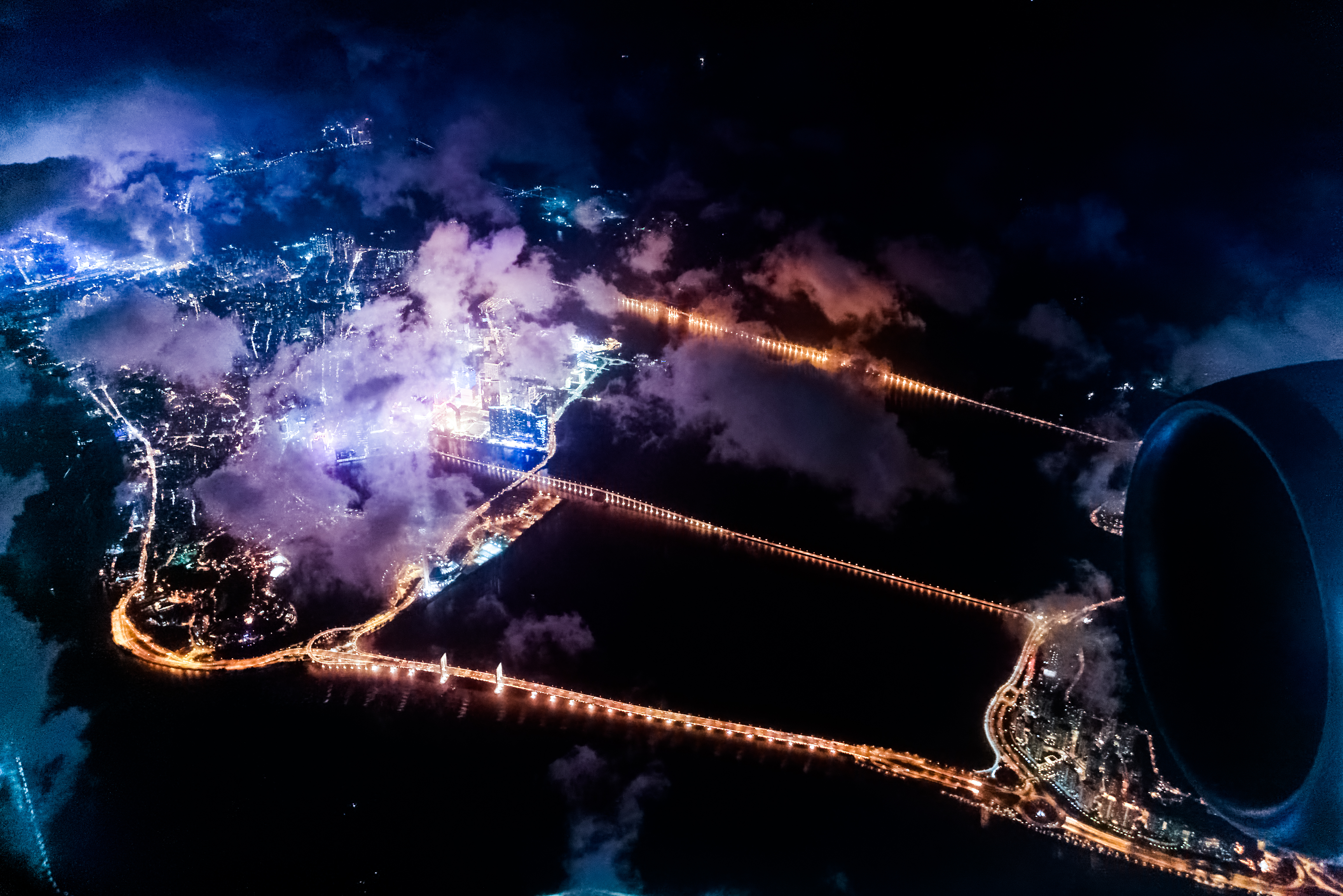
Luftaufnahme bei Nacht
Ponte de Sai Van (untere)
Ponte Governador Nobre de Carvalho (mittlere)
Ponte da Amizade (obere)

1994 wurde mit der Ponte da Amizade (Freundschaftsbrücke) eine weitere Brücke zwischen Macau und Taipa gebaut. Da bei Taifun, Sturm und hohem Wellengang beide Brücken jedoch zuweilen gesperrt werden mussten, wurde zur Entlastung 2004 die Ponte de Sai Van gebaut, die wetterfest ist und ständig geöffnet bleibt. Wegen des Umbaus des Spielcasinos  Casino Lisboa wurde die Ponte Governador Nobre de Carvalho in den Jahren 2005 und 2006 zeitweise gesperrt und anschließend nur noch für Busse und Taxis sowie Notfallfahrzeuge wieder geöffnet. Die Ponte Governador Nobre de Carvalho ist die einzige Brücke zwischen Macau und Taipa, die auch für Fußgänger zugänglich ist, weshalb sie gerne von Joggern benutzt wird.
Eine weitere Brücke nach Macau, die Hongkong-Zhuhai-Macau-Brücke, verläuft von Hongkong über ca. 50 Kilometer (über mehrere Teilabschnitte und Tunnel) nach Macau und ist die längste Überwasser-Brücke weltweit (2021). Diese bietet eine Alternative zu dem vorher nahezu ausschließlich mit Tragflügelfähren durchgeführten Transport von Hongkong nach Macau.
Die folgenden Bilder vergleichen die von Macau nach Taipa verlaufenden Brücken:

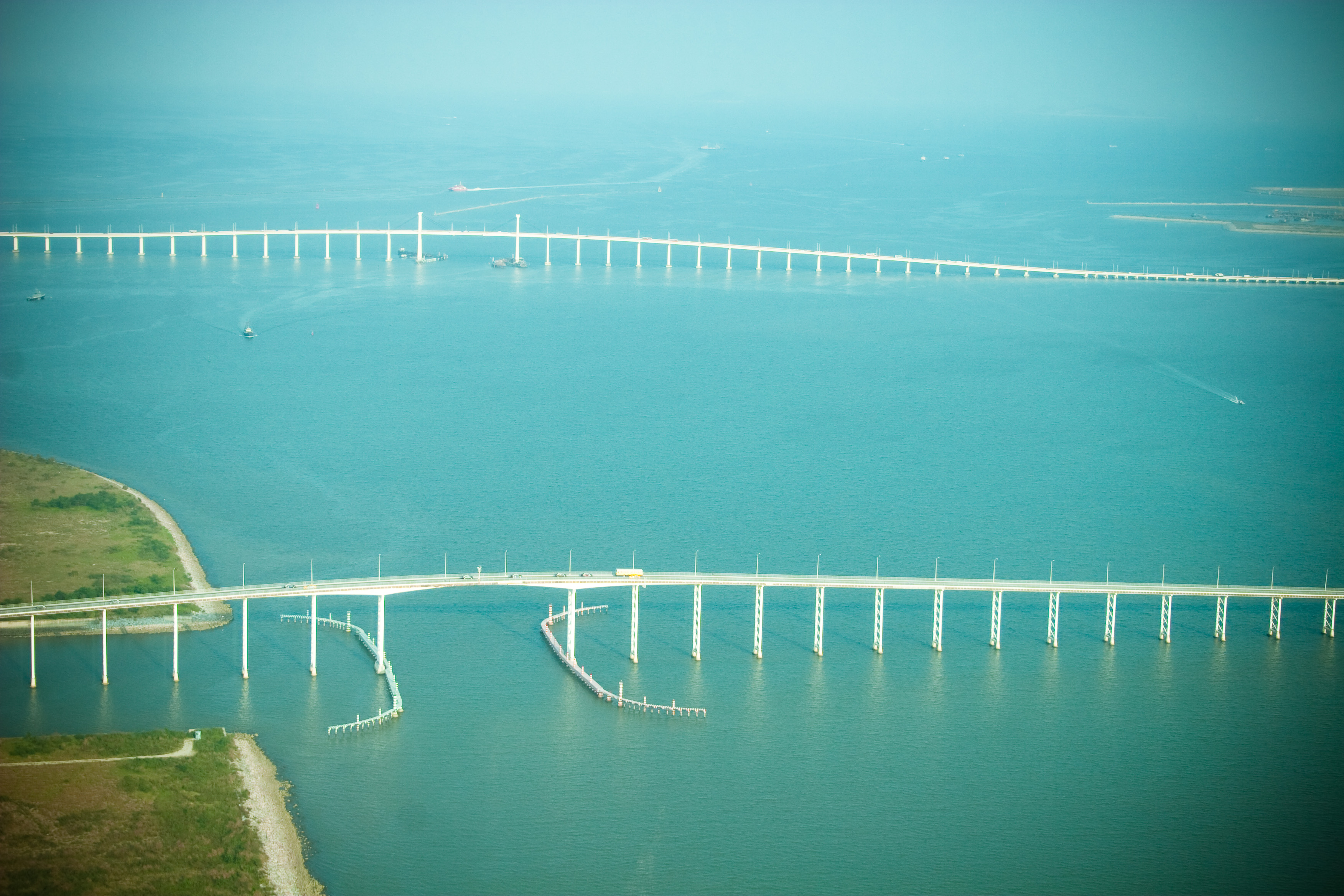
Ponte Governador Nobre de Carvalho im Vordergrund und Ponte de Sai Van im Hintergrund
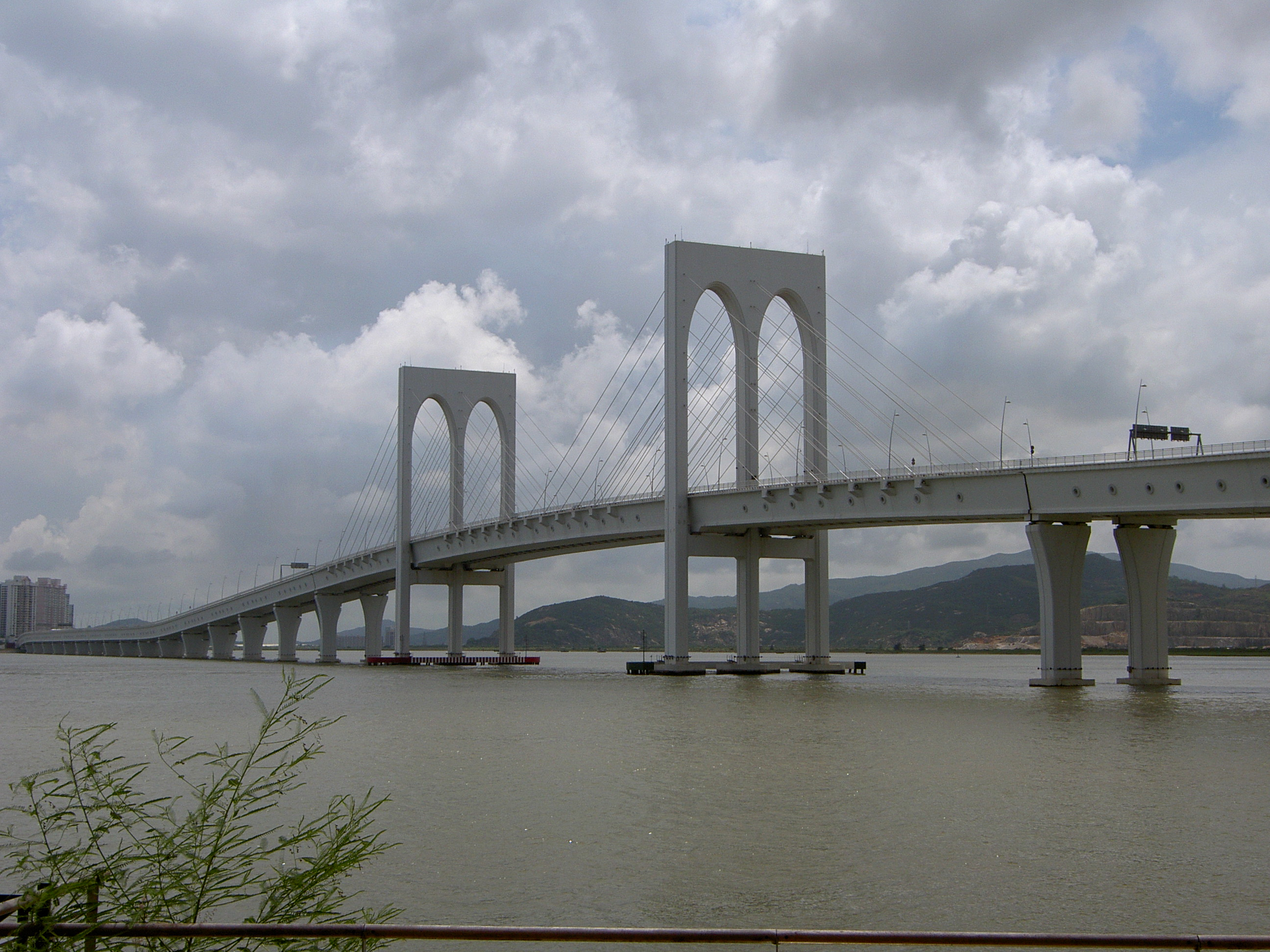
Ponte de Sai Van
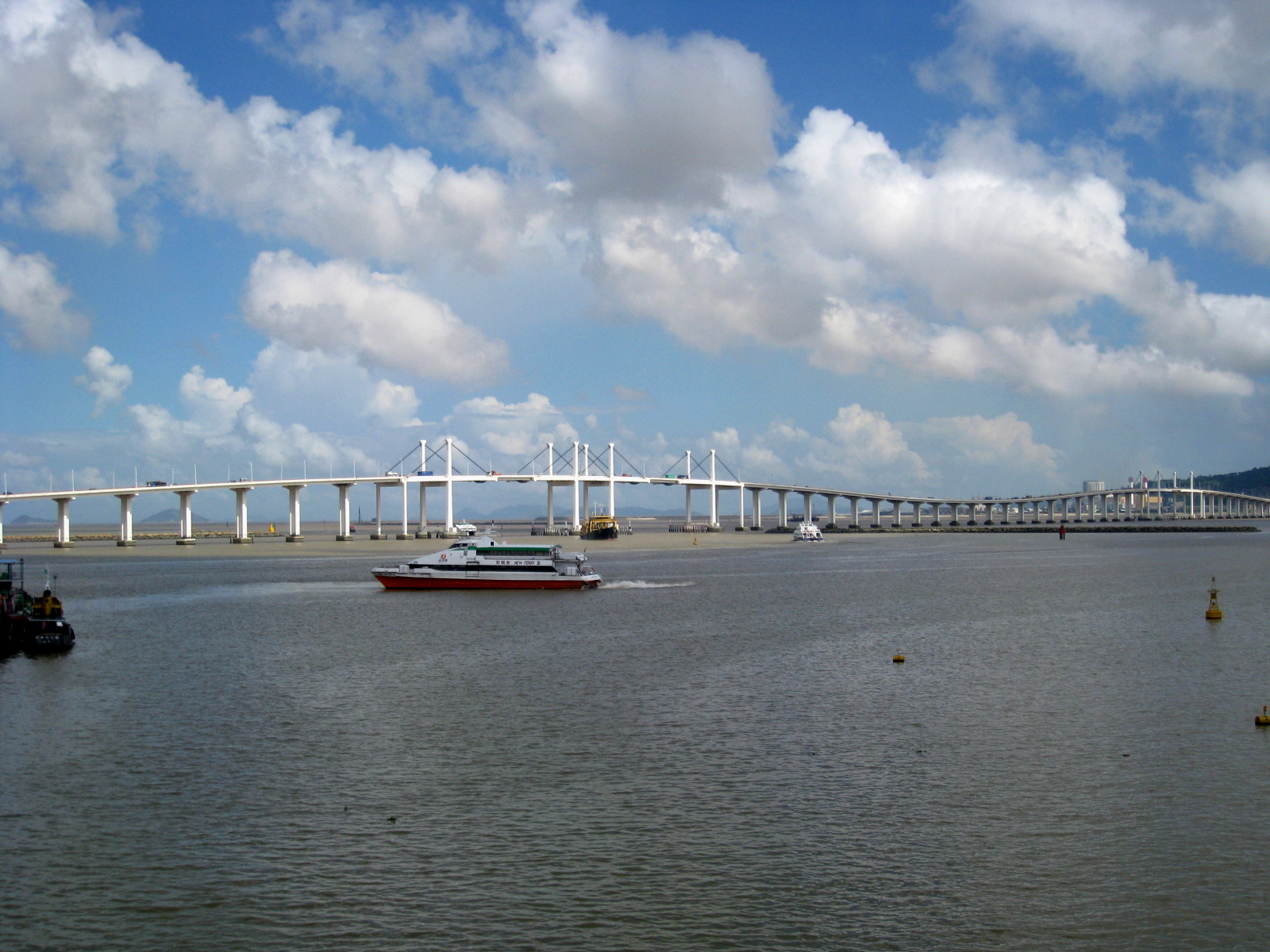
Ponte da Amizade
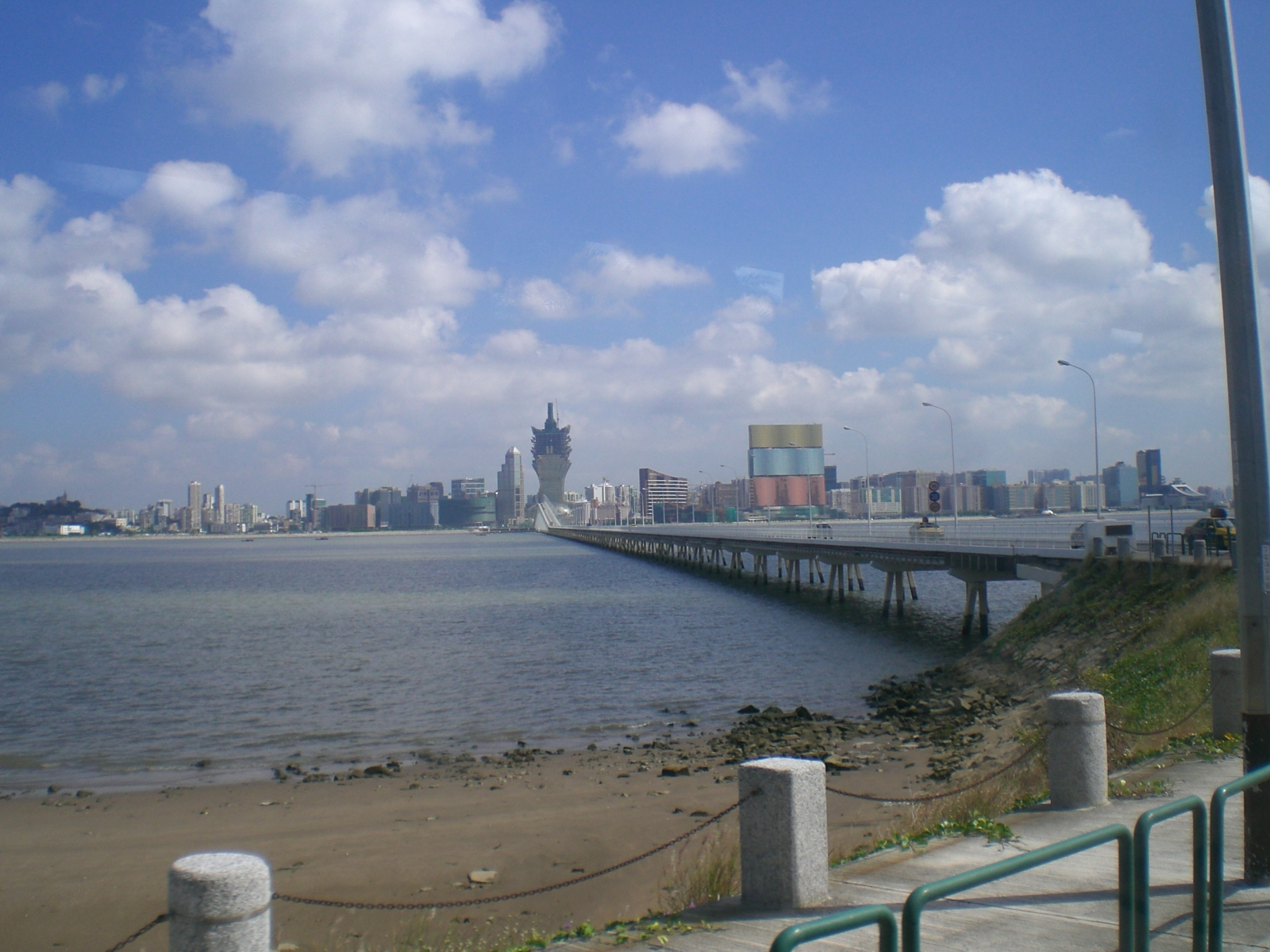
Ponte Governador Nobre de Carvalho mit Blick auf das Spielcasino Grand Lisboa
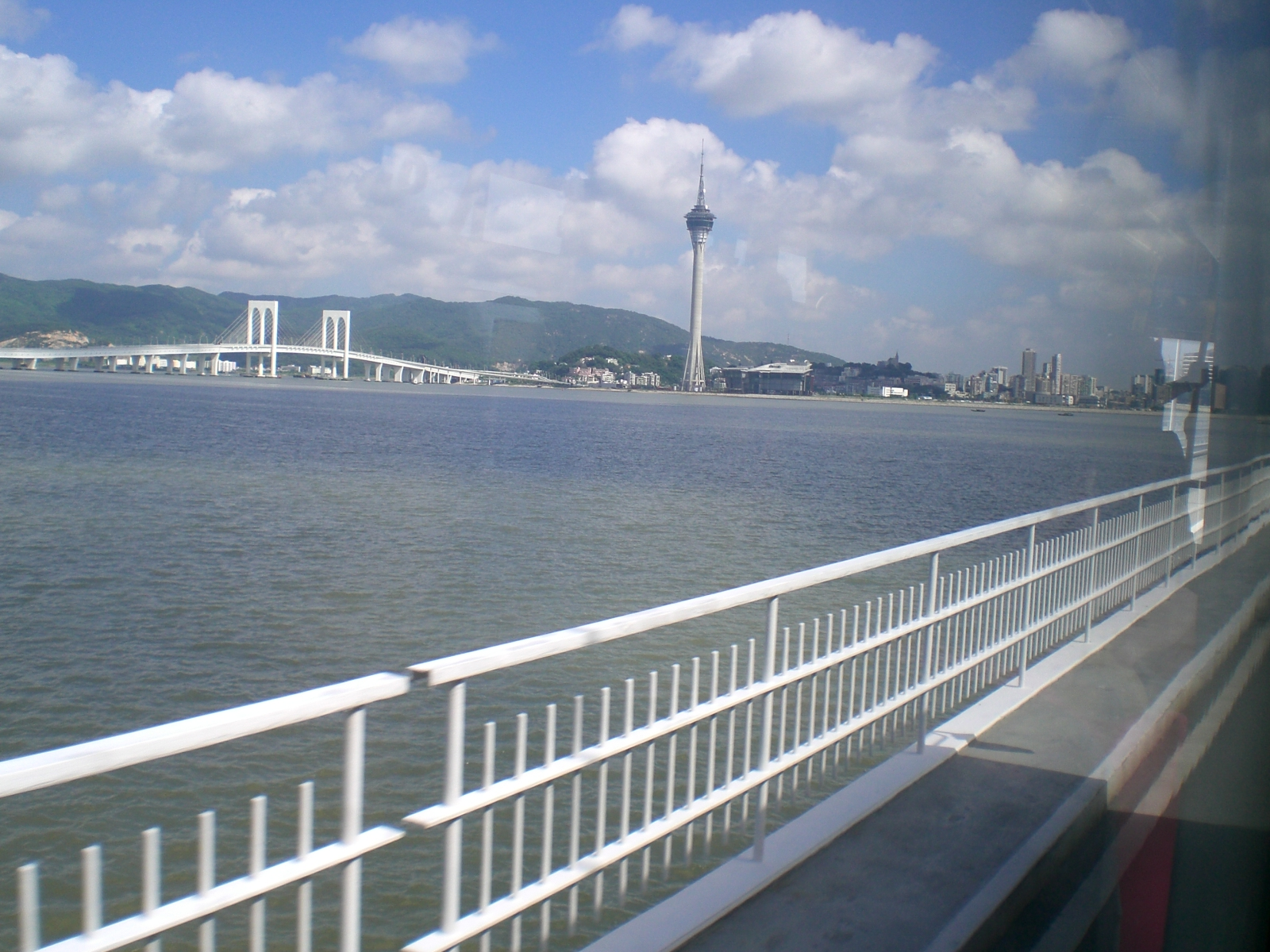
Fußgängerweg auf der Ponte Governador Nobre de Carvalho mit Macau Tower und Ponte de Sai Van
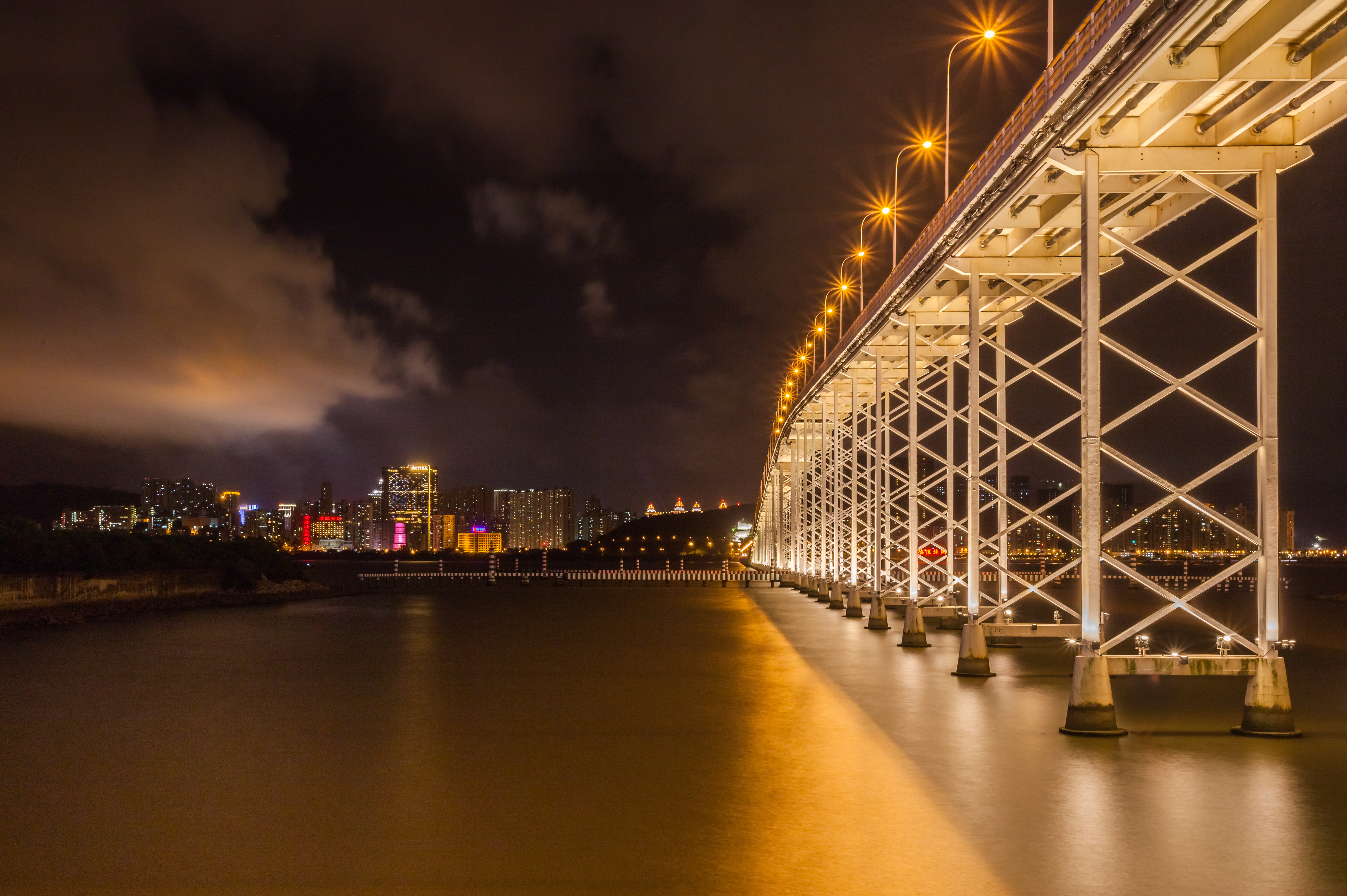
Blick auf die Balkenkonstruktion der Ponte Governador Nobre de Carvalho